# Asteriscus schultzii
Asteriscus schultzii là một loài thực vật có hoa trong họ Cúc. Loài này được (Bolle) Pit. & Proust mô tả khoa học đầu tiên.